# بلبل مخطط
بلبل مخطط (الاسم العلمي: Pycnonotus striatus) (بالإنجليزية: Striated Bulbul)‏ هو نوع من الطيور يتبع جنس البلبل من فصيلة البلابل.